# Svárov (Stráž nad Nisou)
Svárov (dříve německy Schwarau) je malá vesnice, část obce Stráž nad Nisou v okrese Liberec. Nachází se asi jeden kilometr západně od Stráže nad Nisou. Svárov leží v katastrálním území Svárov u Liberce o rozloze 1,25 km².

## Historie
První písemná zmínka o vesnici pochází z roku 1444. Jako osada Schwarau byl od roku 1869 součástí obce Starý Habendorf (dnes Stráž nad Nisou), po roce 1890 se osamostatnil. Od roku 1961 byl ale opět součástí Stráže nad Nisou, v letech 1976–1990 byl součástí Liberce a nesl název Liberec XXVII-Svárov a od 1. září 1990 je opět součástí samostatné Stráže nad Nisou.

## Doprava
Od roku 2006 se ve Svárově nacházela mimoúrovňová silniční křižovatka se dvěma mosty a kruhovým objezdem, na které se kříží silnice I/13, silnice I/35 a silnice III. třídy do Stráže nad Nisou a Machnína. V minulosti se uvažovalo i o propojení svárovské křižovatky s libereckou obchodní a průmyslovou zónou Sever v Růžodole I.
Autobusová zastávka Stráž nad Nisou, Svárov, most je celotýdenně obsluhována linkami 70 a 642 integrovaného dopravního systému IDOL.